# جدول مدال‌های المپیک زمستانی ۱۹۹۸
جدول مدال بازی‌های المپیک زمستانی ۱۹۹۸ فهرستی از مدال‌های کسب شده توسط ورزشکاران است که در طول برگزاری بازی‌های المپیک زمستانی سال ۱۹۹۸ میلادی که در ناگانو ژاپن برگزار شد.

## جدول مدال‌ها
رتبه بندی این جدول توسط کمیته بین‌المللی المپیک (ioc) اعلام شده است.
کلید
| * | کشور میزبان |

| رتبه  | کشور                      | طلا | نقره | برنز | مجموع |
| ----- | ------------------------- | --- | ---- | ---- | ----- |
| ۱     | آلمان (GER)               | ۱۲  | ۹    | ۸    | ۲۹    |
| ۲     | نروژ (NOR)                | ۱۰  | ۱۰   | ۵    | ۲۵    |
| ۳     | روسیه (RUS)               | ۹   | ۶    | ۳    | ۱۸    |
| ۴     | کانادا (CAN)              | ۶   | ۵    | ۴    | ۱۵    |
| ۵     | ایالات متحده آمریکا (USA) | ۶   | ۳    | ۴    | ۱۳    |
| ۶     | هلند (NED)                | ۵   | ۴    | ۲    | ۱۱    |
| ۷     | ژاپن (JPN)                | ۵   | ۱    | ۴    | ۱۰    |
| ۸     | اتریش (AUT)               | ۳   | ۵    | ۹    | ۱۷    |
| ۹     | کره جنوبی (KOR)           | ۳   | ۱    | ۲    | ۶     |
| ۱۰    | ایتالیا (ITA)             | ۲   | ۶    | ۲    | ۱۰    |
| ۱۱    | فنلاند (FIN)              | ۲   | ۴    | ۶    | ۱۲    |
| ۱۲    | سوئیس (SUI)               | ۲   | ۲    | ۳    | ۷     |
| ۱۳    | فرانسه (FRA)              | ۲   | ۱    | ۵    | ۸     |
| ۱۴    | جمهوری چک (CZE)           | ۱   | ۱    | ۱    | ۳     |
| ۱۵    | بلغارستان (BUL)           | ۱   | ۰    | ۰    | ۱     |
| ۱۶    | چین (CHN)                 | ۰   | ۶    | ۲    | ۸     |
| ۱۷    | سوئد (SWE)                | ۰   | ۲    | ۱    | ۳     |
| ۱۸    | دانمارک (DEN)             | ۰   | ۱    | ۰    | ۱     |
| ۱۸    | اوکراین (UKR)             | ۰   | ۱    | ۰    | ۱     |
| ۲۰    | بلاروس (BLR)              | ۰   | ۰    | ۲    | ۲     |
| ۲۰    | قزاقستان (KAZ)            | ۰   | ۰    | ۲    | ۲     |
| ۲۲    | استرالیا (AUS)            | ۰   | ۰    | ۱    | ۱     |
| ۲۲    | بلژیک (BEL)               | ۰   | ۰    | ۱    | ۱     |
| ۲۲    | بریتانیای کبیر (GBR)      | ۰   | ۰    | ۱    | ۱     |
| مجموع | مجموع                     | ۶۹  | ۶۸   | ۶۸   | ۲۰۵   |